# Savant Pharm
Savant Pharm es una compañía farmacéutica dedicada al desarrollo, producción y comercialización de medicamentos, fundada en el año 1993, en El Tío, Córdoba. Pertenece al grupo farmacéutico VIRIXENE. 

## Historia

### Laboratorios FABOP
El origen de la compañía se remonta a fines de 1993 cuando Mauro Bono funda la empresa en Arroyito, Pcia de Córdoba, Argentina.

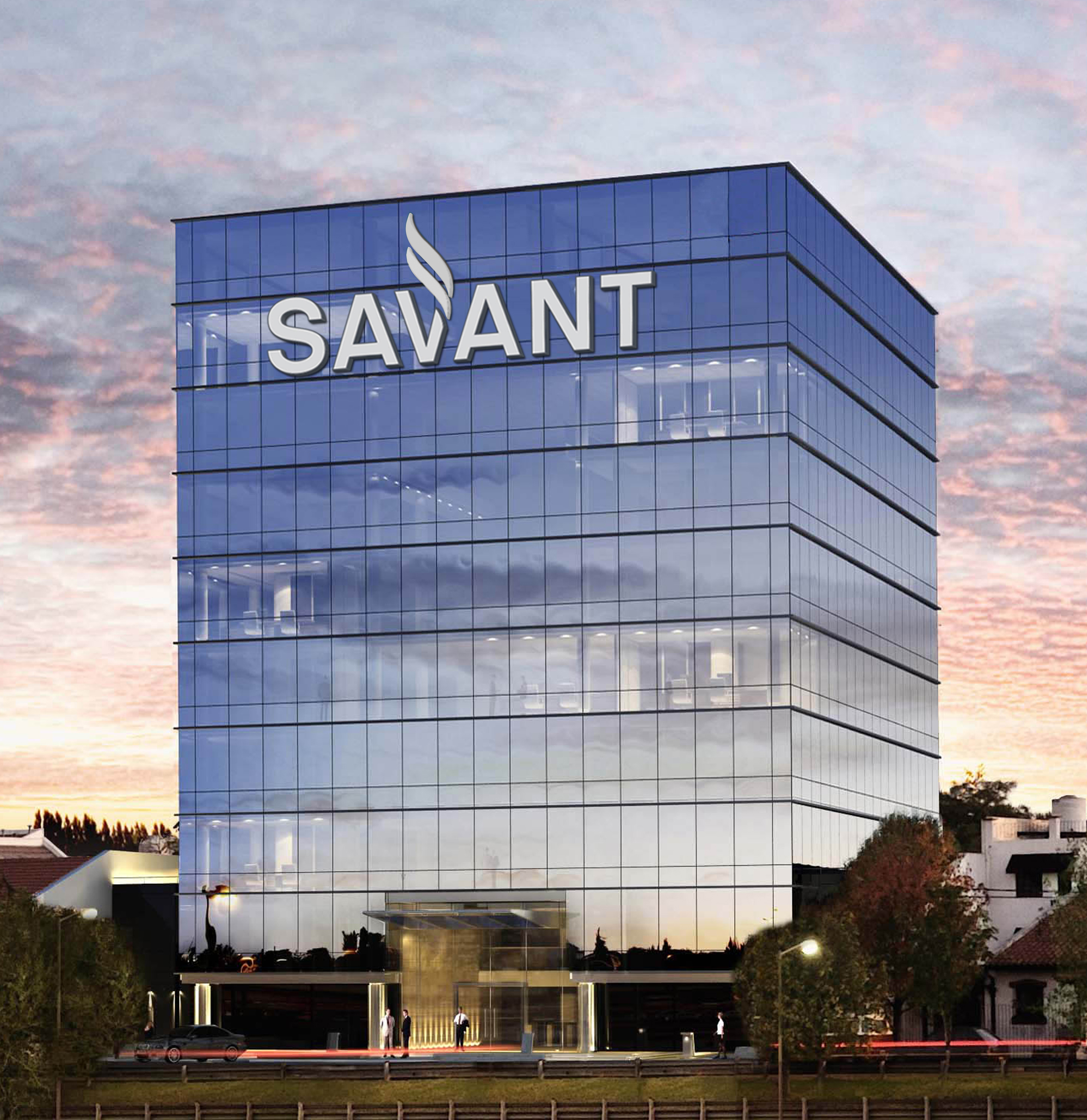
Sede Corporativa de Savant en Buenos Aires. (2014-2020)

### SAVANT
En el año 2002 se inaugura el Complejo Industrial en la localidad de El Tío, Córdoba, y en 2005 la compañía evoluciona su nombre a SAVANT.
En 2013 se amplían las instalaciones y se inaugura la planta de cápsulas blandas convirtiendo a SAVANT en el primer laboratorio con manufactura propia de cápsulas blandas de Argentina.
Con el objetivo de potenciar el desarrollo comercial en el año 2014 se lleva a cabo la apertura de la Sede corporativa en Buenos Aires.
En 2015 se adquiere Laboratorios NAF, líder en prevención odontológica con más de 30 años en el mercado y en 2017 con la adquisición de Laboratorios Szama, suma la especialidad dermatología.
A partir del año 2017 SAVANT se expande en la región con la apertura de sus filiales en Bolivia, Paraguay y Uruguay.

## Actualidad
SAVANT cuenta con medicamentos para el cuidado diario de la salud y para el tratamiento de enfermedades agudas y crónicas.
Entre sus marcas se encuentran Fabogesic, Fluorogel, Gripaben y Tostop.

## Reconocimientos
- 2008. Premio de la Cámara de Comercio Exterior de Córdoba, a la Innovación[5]
- 2014. Mención Especial a la Innovación, "Día de la Industria 2014", entregados por el Gobierno de Córdoba.[6]
- 2014. Masters of Strategy Execution - Palladium Balanced Scorecard Hall of Fame[7]
- 2015. 1er premio a la Innovación Industrial y una Mención Especial a la Calidad en el marco de la celebración del Día de la Industria, entregado por el ministerio de Industria, Comercio, Minería y Desarrollo Científico Tecnológico con el apoyo de la Unión Industrial de Córdoba (UIC).[8]
- 2016. SAVANT gana “Premio a la Evolución en Ventas” en los premios SAMFY® al Crecimiento Empresario 2016.[9]
- 2017. Por quinto año consecutivo, presencia en el “Ranking de las 100 mejores empresas” de la “Revista Fortuna”.[10]
- 2022. Premio Fortuna como la "mejor empresa de salud".[11]
- 2023. Savant es elegida como empresa del año por la Revista Punto a Punto[12]